# Bernhard Luedtke
Bernhard Ferdinand Luedtke (* 8. Januar 1908 in Danzig; † 26. Juni 2003 in Paderborn) war ein deutscher SS-Oberscharführer im KZ Stutthof.

## Leben
Bernhard Luedtke war Sohn eines Tischlermeisters. Er besuchte die Volksschule in Danzig. Es folgte eine dreijährige kaufmännische Lehre, die er im Jahre 1926 mit der kaufmännischen Gehilfenprüfung abschloss. Anschließend war er in verschiedenen Danziger Bekleidungsgeschäften als Verkäufer und Dekorateur tätig. Im Jahre 1934 trat er in Danzig der Allgemeinen SS bei. Zum 1. Mai 1936 trat er der NSDAP bei (Mitgliedsnummer 3.715.496).
Wegen seiner SS-Zugehörigkeit wurde er am 15. August 1939 in Danzig zur Polizeireserve eingezogen. Nach anfänglichem Einsatz beim Schutz kriegswichtiger Objekte im Raume Danzig wurde er Ende 1939 zur Bewachung polnischer Häftlinge herangezogen. Im Jahre 1940 kam er als Angehöriger der Polizeireserve zu dem Wachpersonal des Schutzhaftlagers Stutthof bei Danzig. Im Jahre 1941 wurde er in den Kommandanturstab dieses Lagers übernommen. Mit der Umgestaltung dieses Lagers in ein regelrechtes Konzentrationslager kam er in die SS-Totenkopfverbände. In politischen Abteilung des Kommandanturstabes hatte Luedtke als Sachbearbeiter hauptsächlich die Personalunterlagen der KZ-Häftlinge (Häftlingsakten, Karteien und dergleichen) zu verwalten. Luedtke nahm an Erschießungen teil. Luedtke war an mindestens sechs Genickschussaktionen, die im Krematorium ausgeführt wurden und bei denen jeweils mindestens 30 Häftlinge an der Messlatte durch Genickschüsse getötet wurden, beteiligt. Luedtke selbst gab bei jeder dieser vier Aktionen mindestens 5 tödliche Schüsse auf das Genick der Opfer ab und tötete dadurch selbst mindestens 20 Opfer. Im Jahre 1943 wurde Luedtke mit dem Kriegsverdienstkreuz 1. Klasse ausgezeichnet. Im Sommer 1944 wurden 85 Soldaten der Roten Armee in das Lager Stutthof überstellt. Sie waren aus normalen Kriegsgefangenenlagern ausgesondert worden, weil sie alle kriegsversehrt und deshalb zu Arbeitseinsätzen nicht geeignet waren. Ein großer Teil war schon vorher mangels Ernährung und Pflege verstorben. Der Rest von mindestens 40 wurde eines Mittags auf Befehl Kommandanten Paul Werner Hoppes von SS-Leuten des Kommandanturstabes in die Gaskammer getrieben und getötet. Auf Befehl Lagerkommandanten Hoppes beteiligte sich hieran auch Luedtke, indem er die Opfer, die sich zum Teil mit ihren Krücken und Stöcken wehrten, zusammen in die Gaskammer trieb und drückte. Im Jahre 1944 nahm er an der Ermordung von 5 russischen Offizieren, darunter einer Frau, teil. Die 4 männlichen russischen Offiziere im Krematorium nacheinander durch SS-Männer erschossen worden und dass die Frau, nachdem sie als letzte in das Krematorium – nach der Erschießung der 4 Männer – gebracht worden war, dort nach einem Wortwechsel zwischen ihr und dem SS-Mann Arno Chemnitz lebendigen Leibes in den Verbrennungsofen geworfen wurde und damit eines fürchterlichen Todes starb. Im KZ Stutthof war Luedtke bis März 1945.
Zusammen mit anderen SS-Funktionären kam er über Hela und Rügen nach Schleswig-Holstein und dort in amerikanische und britische Gefangenschaft. Seine Tätigkeit in Stutthof konnte er geheim halten, so dass er im Oktober 1946 aus dem Internierungslager Neuengamme entlassen wurde. Nach verschiedenen Gelegenheitsarbeiten kam er im Jahre 1948 in die Gegend von Paderborn, wo er sich mit seiner Familie vereinigte. Im Jahre 1950 fand er in Paderborn eine Anstellung als erster Verkäufer bei der Kaufhof-AG. Seit 20. Februar 1963 befand er sich in Untersuchungshaft. Am 22. Dezember 1964 wurde er vom Landgericht Tübingen wegen gemeinschaftlichen Beihilfe zum Mord und wegen eines Verbrechens der gemeinschaftlichen Beihilfe zu 40 in Tateinheit begangenen Verbrechen des Mordes zu sechs Jahren Zuchthaus verurteilt. Am 17. Februar 1967 wurde er aus der Justizvollzugsanstalt Werl entlassen.